# Carl Johansson (kommunalborgmästare)
Carl Axel Johansson, född 12 augusti 1915 i Falkenberg, död 3 november 2009 i Kungälv, var en svensk kommunalborgmästare.
Johansson, som var son till slöjdlärare Bernhard Johansson och hustrun Signe, avlade realexamen 1934, utgick från Filip Holmqvists handelsinstitut 1935 och diplomerades från Socialinstitutet 1940. Han anställdes på I. Skoghs advokatbyrå i Falkenberg 1935, Göteborgs Handelsbank i Falkenberg 1936, drätselkammaren i Falkenbergs stad 1937, drätselkammaren i Borås stad 1938, blev stadskamrer i Kungälvs stad 1940 och var kommunalborgmästare där från 1946. Han var styrelseledamot i Göteborgs och Bohus läns bostadskreditförening i Göteborg 1945–1958, styrelseordförande i Göteborgs bank i Kungälv från 1957, styrelseledamot i Nordiska folkhögskolans arbetsutskott, direktör för Kungälvs med flera kommuners fattigvårdsförbund 1941–1949, ledamot i Kungälvs taxeringsnämnd 1942–1944, idrottsplatskommitté 1942–1949 och överförmyndare 1946–1952. Han var förste ställföreträdande civilförsvarschef i Kungälvs civilförsvarsområde 1945–1960 och ordförande i Kungälvs Roddklubb från 1946.